# Coudoux
Coudoux est une commune française, située dans le département des Bouches-du-Rhône et dans la région PACA. Ses habitants sont appelés Coudoucens et Coudoucennes. Coudoux est membre de la collectivité du pays d'Aix et de la métropole d'Aix-Marseille-Provence, dont elle est l'une des plus petites communes (en terme de population et de superficie). La commune se trouve à mi-chemin entre Aix-en-Provence (17 km à l'Est) et Salon-de-Provence (20 km au Nord-Ouest).

## Géographie

### Communes limitrophes[4]
Les communes limitrophes sont  La Fare-les-Oliviers, Lançon-Provence, Velaux, Ventabren et Éguilles.

### Hydrographie
Le canal de Marseille, principale source d'approvisionnement en eau potable de la ville de Marseille, traverse la commune en longeant le flanc de la barre de coteaux au nord du village. Son trajet sur la commune ne comporte pas moins de six souterrains, dont le souterrain de la Baume (environ 400 m de long) et un partagé avec la commune voisine Lançon-Provence.
Au Sud, la commune est bordée par la rivière de l'Arc. Elle est également traversée par le ruisseau du Malvallat.

Le canal de Marseille sur Coudoux, vers l'ouest
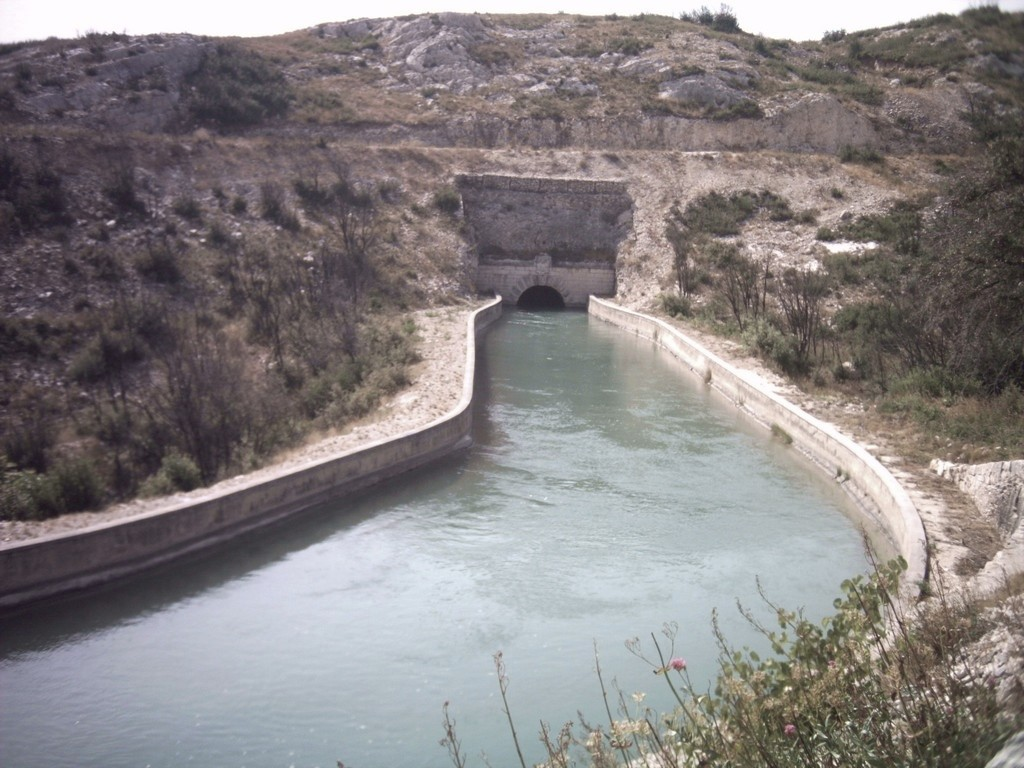
Entrée d'un tunnel, vue vers l'ouest depuis la route des Quatre-Termes (vallon du Berratin).

Le canal de Marseille sur Coudoux, vers l'est
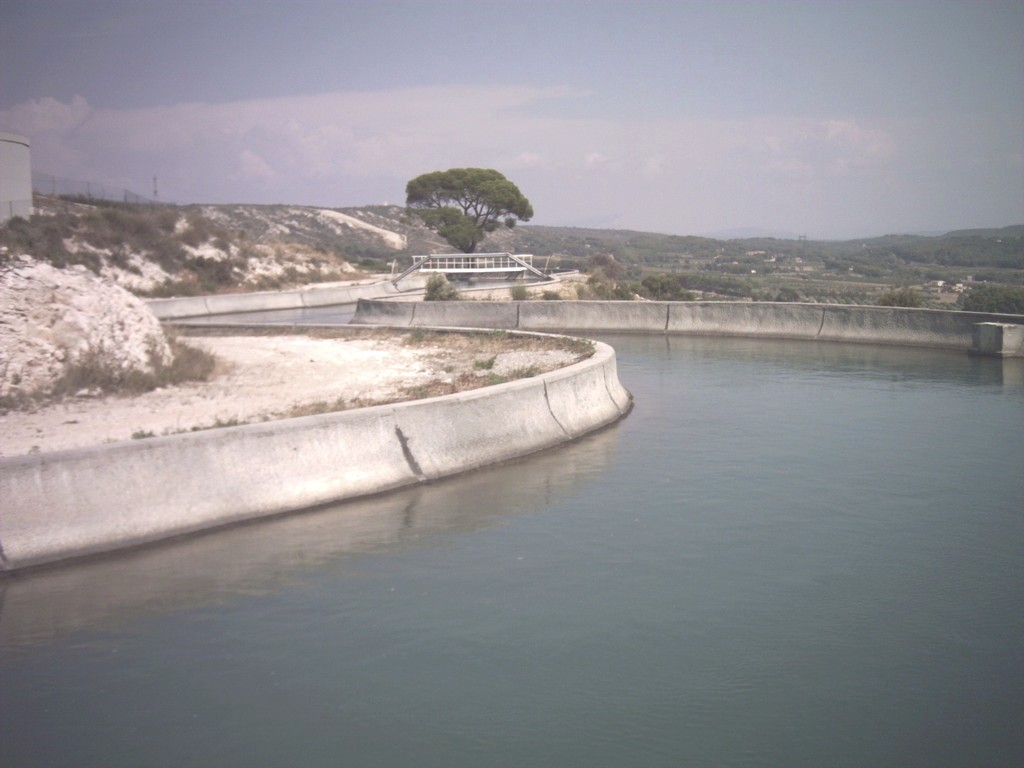
Le canal de Marseille. près de la station d'épuration au nord du village, vue vers l'est.
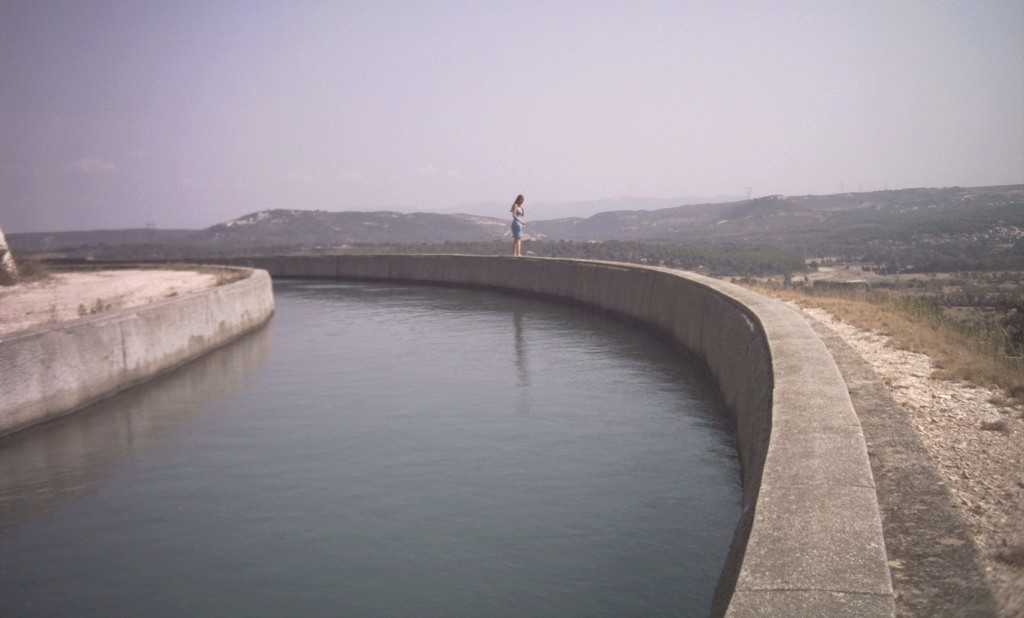
Le long de la D 67E, dans la vallée du Berratin. Vue vers le sud-est.

### Géologie
Le quadrant sud-est de la commune recouvre un gisement de lignite partagé avec la commune voisine Ventabren, et prolongé vers le sud-ouest par un gisement partagé entre La Fare, Velaux et Berre-l’Étang. Ces poches de lignite sont dans la partie nord-ouest du bassin lignifère de Provence.

### Climat
Pour des articles plus généraux, voir Climat de Provence-Alpes-Côte d'Azur et Climat des Bouches-du-Rhône.
En 2010, le climat de la commune est de type climat méditerranéen franc, selon une étude du Centre national de la recherche scientifique s'appuyant sur une série de données couvrant la période 1971-2000. En 2020, Météo-France publie une typologie des climats de la France métropolitaine dans laquelle la commune est exposée à un climat méditerranéen et est dans la région climatique  Provence, Languedoc-Roussillon, caractérisée par une pluviométrie faible en été, un très bon ensoleillement (2 600 h/an), un été chaud (21,5 °C), un air très sec en été, sec en toutes saisons, des vents forts (fréquence de 40 à 50 % de vents > 5 m/s) et peu de brouillards.
Pour la période 1971-2000, la température annuelle moyenne est de 14,6 °C, avec une amplitude thermique annuelle de 16,7 °C. Le cumul annuel moyen de précipitations est de 589 mm, avec 5,7 jours de précipitations en janvier et 1,9 jours en juillet. Pour la période 1991-2020, la température moyenne annuelle observée sur la station météorologique de Météo-France la plus proche, « Salon-de-Provence », sur la commune de Salon-de-Provence à 15 km à vol d'oiseau, est de 14,7 °C et le cumul annuel moyen de précipitations est de 594,1 mm. 
La température maximale relevée sur cette station est de 43,4 °C, atteinte le 28 juin 2019 ; la température minimale est de −18,5 °C, atteinte le 12 février 1956,,.
Les paramètres climatiques de la commune ont été estimés pour le milieu du siècle (2041-2070) selon différents scénarios d'émission de gaz à effet de serre à partir des nouvelles projections climatiques de référence DRIAS-2020. Ils sont consultables sur un site dédié publié par Météo-France en novembre 2022.

## Urbanisme

### Typologie
Au 1er janvier 2024, Coudoux est catégorisée ceinture urbaine, selon la nouvelle grille communale de densité à 7 niveaux définie par l'Insee en 2022.
Elle appartient à l'unité urbaine de Coudoux, une unité urbaine monocommunale constituant une ville isolée,. Par ailleurs la commune fait partie de l'aire d'attraction de Marseille - Aix-en-Provence, dont elle est une commune de la couronne,. Cette aire, qui regroupe 115 communes, est catégorisée dans les aires de 700 000 habitants ou plus (hors Paris),.

### Occupation des sols

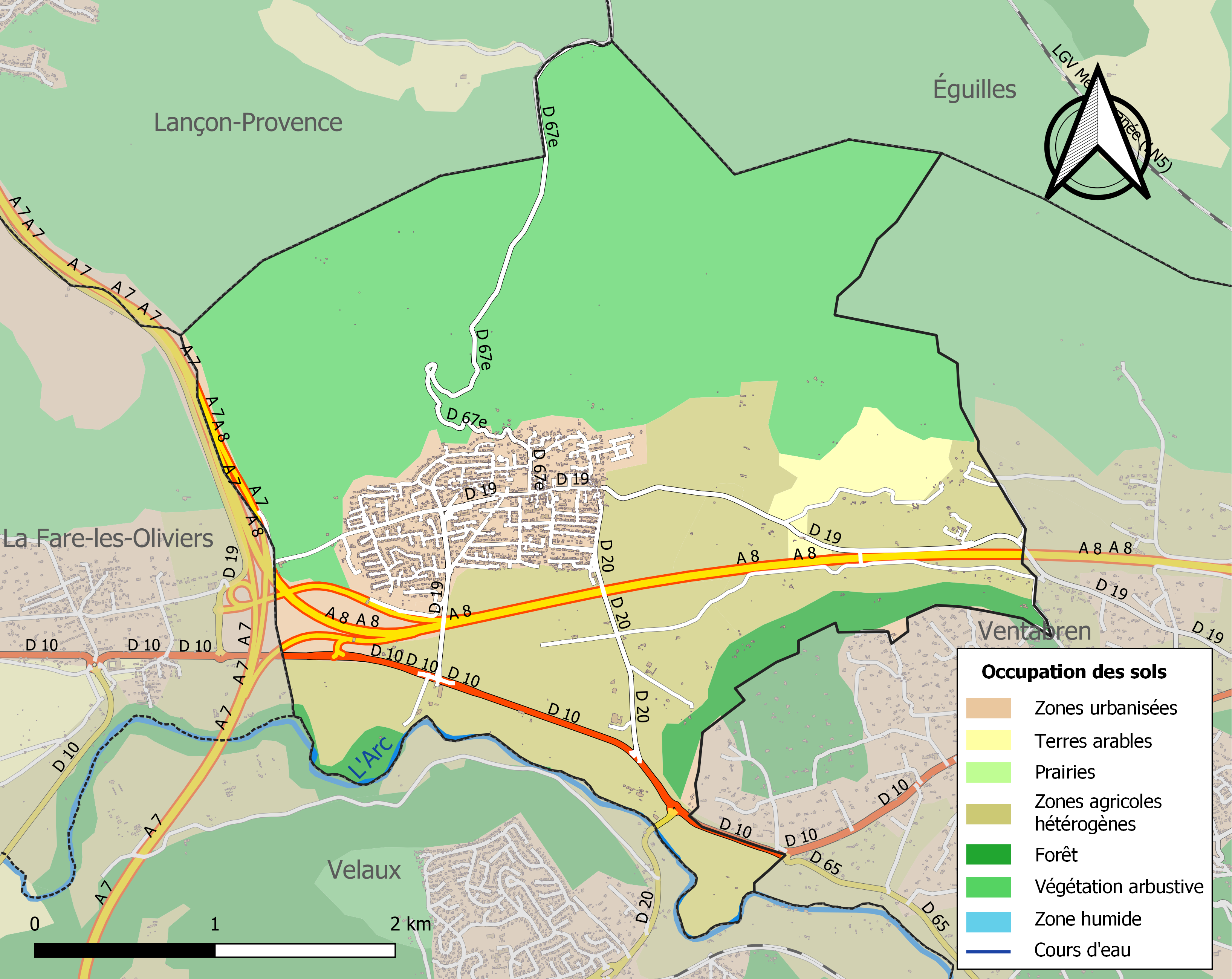
Carte des infrastructures et de l'occupation des sols de la commune en 2018 (CLC).

L'occupation des sols de la commune, telle qu'elle ressort de la base de données européenne d’occupation biophysique des sols Corine Land Cover (CLC), est marquée par l'importance des forêts et milieux semi-naturels (53,6 % en 2018), une proportion sensiblement équivalente à celle de 1990 (53,1 %). La répartition détaillée en 2018 est la suivante : 
milieux à végétation arbustive et/ou herbacée (49,4 %), zones agricoles hétérogènes (31,1 %), zones urbanisées (9,5 %), forêts (4,2 %), zones industrielles ou commerciales et réseaux de communication (2,9 %), cultures permanentes (2,9 %). L'évolution de l’occupation des sols de la commune et de ses infrastructures peut être observée sur les différentes représentations cartographiques du territoire : la carte de Cassini (XVIIIe siècle), la carte d'état-major (1820-1866) et les cartes ou photos aériennes de l'IGN pour la période actuelle (1950 à aujourd'hui).

### Voies de communication et transports
Le centre du bourg est traversé dans le sens est-ouest par la D 19. La D 67E ou route de Lambesc part vers le nord, et la D 20 part vers le sud et vers l'étang de Berre.
La D 10 relie Aix-en-Provence (17 km) et Vauvenargues (32 km) à l'est, avec Miramas (30 km) et la N 569 à l’ouest.
Les autoroutes les plus proches sont l'autoroute A7 (Paris-Lyon-Marseille) et l'autoroute A8 (« la Provençale ») venant de Nice (195 km à l'est). L'échangeur dit « La croix de Coudoux » entre ces deux autoroutes est en partie sur la commune, côté sud.
L'aéroport Marseille Provence est à 15 km au sud, à Marignane. L'aérodrome d'Aix - Les Milles est à 15 km au sud-est.

## Toponymie
Codols 1224, de l'ancien provençal codol : caillou. Voir également Codalet et Codolet ayant la même origine.

## Histoire

### Faits historiques
Coudoux était à l'origine constitué de deux hameaux, Petit Coudoux et Grand Coudoux, depuis le XVIe siècle. Ils étaient rattachés à la commune voisine de Ventabren jusqu'en 1950 quand les hameaux sont devenus une commune à part entière.
L'exploitation du lignite à la concession de Coudoux a commencé en octobre 1833 et a cessé en 1924 (activité reconnue cessée en 1934) ; durant ces 91 ans, plus de 100 000 tonnes de minerai ont été extraites. Une tentative de reprise, infructueuse, a lieu de 1942 à 1948. Les travaux de mise en sécurité de la mine durent de 2000 à 2003. Les galeries de la zone exploitée sont complètement ennoyées depuis au moins 2008.

### Héraldique
Le blason, ou écu de Coudoux :
D'or portant en chef le mot Coudoux de sable, en pointe de l'écu une grappe de raisins d'argent adossée de deux palmes d'olivier de sinople, une fleur de lys d'or, au centre, une comète à 16 rais d'or.
Les armoiries de la reine Jeanne (armoiries de la maison d'Anjou) sont d'azur à une fleur de lys d'or, surmontée d'un lambel de gueules (rouge), signe distinctif de la branche cadette de la Maison Capétienne. Le soleil à 16 rais ou comète dite de Melchior, le mage de Compostelle. L'or désigne ici un passé antique de la commune, remontant au déluge de boues de la dernière glaciation de Würm (les pierres roulées de la fonte des glaces). Le mot provençal « codoux » signifie « la pierre ronde », les fameuses pierres à miel de Saint-Bernard, mystère remontant à la mythologie liguro-ibère et étrusque de cette région. La grappe de raisin désigne la vigne sacrée du Jacchus/Bacchus, la vigne de Noé. D'un point de vue plus moderne, elle désigne le célèbre cru de Coudoux. Les deux palmes d'olivier rappellent qu'en ce lieu se trouve un des plus anciens moulin à huile de la région, qui fournit une huile fort réputée, d'appellation d'origine contrôlée.

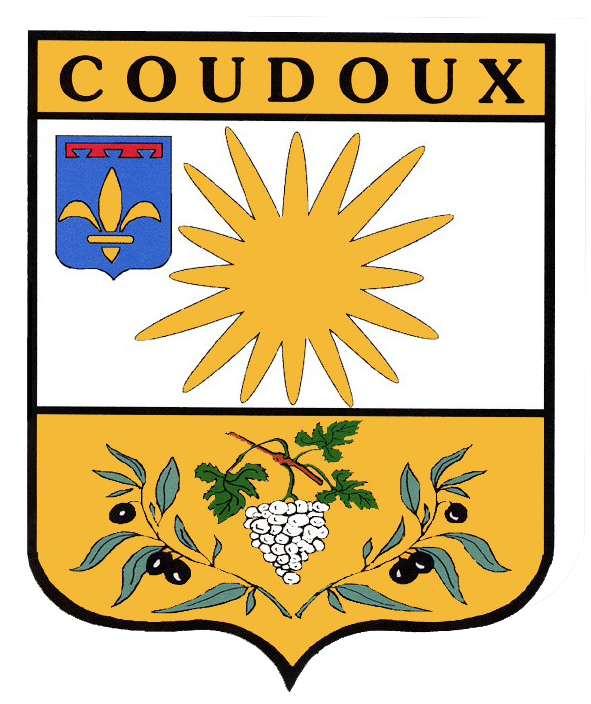
Le blason / écu de la commune de Coudoux.

|  | Coudoux possède des armoiries dont l'origine et le blasonnement exact ne sont pas disponibles. |

## Politique et administration

### Liste des maires
| Période   | Période      | Identité              | Étiquette | Qualité                                                                                        |
| --------- | ------------ | --------------------- | --------- | ---------------------------------------------------------------------------------------------- |
| mai 1950  | mars 1971    | Jean Lapierre         |           | Réélu en 1953, 1959 et 1965                                                                    |
| mars 1971 | 1973 (décès) | Urbain Grégoire       |           |                                                                                                |
| 1973      | mars 1983    | Antoine de Garidel    |           | Réélu en 1977                                                                                  |
| mars 1983 | mars 2001    | Jean Lacreusette      |           | Médecin Réélu en 1989 et 1995                                                                  |
| mars 2001 | mars 2008    | Alain Bobille-Vaucher | DVG       |                                                                                                |
| mars 2008 | En cours     | Guy Barret            | DVD       | Ingénieur retraité Vice-président du conseil de territoire du Pays d'Aix Réélu en 2014 et 2020 |

### Tendances politiques et résultats
Les scrutins successifs tendent à renforcer l'ancrage à droite de Coudoux, puisqu'après 2012, la gauche ne s'est plus jamais hissée ni à la première ni à la seconde place.
On constate également un renforcement du vote RN, largement en tête en 2024, celui-ci étant en première ou en seconde position, de manière systématique, depuis 2014, lors de toutes les élections nationales. Cependant, on peut mettre en avant que le parti n'est jamais parvenu à prendre la première place du scrutin, au sein de la commune, au second tour.
| Scrutin             | Scrutin             | 1er tour | 1er tour | 1er tour | 1er tour | 1er tour   | 1er tour | 1er tour | 1er tour  | 1er tour | 1er tour | 1er tour | 1er tour | 2d tour     | 2d tour     | 2d tour     | 2d tour     | 2d tour     | 2d tour     |
| Scrutin             | Scrutin             | 1er      | 1er      | %        | 2e       | 2e         | %        | 3e       | 3e        | %        | 4e       | 4e       | %        | 1er         | 1er         | %           | 2e          | 2e          | %           |
| ------------------- | ------------------- | -------- | -------- | -------- | -------- | ---------- | -------- | -------- | --------- | -------- | -------- | -------- | -------- | ----------- | ----------- | ----------- | ----------- | ----------- | ----------- |
| Européennes 2009    | Européennes 2009    |          | UMP      | 29,98    |          | Les Verts  | 18,82    |          | PS        | 17,09    |          | FN       | 8,20     | Tour unique | Tour unique | Tour unique | Tour unique | Tour unique | Tour unique |
| Présidentielle 2012 | Présidentielle 2012 |          | UMP      | 32,29    |          | PS         | 23,84    |          | FN        | 21,66    |          | MOD      | 9,13     |             | UMP         | 57,92       |             | PS          | 42,08       |
| Législatives 2012   | 8e                  |          | PS       | 37,49    |          | UMP        | 30,09    |          | FN        | 21,10    |          | FG       | 4,71     |             | PS          | 44,66       |             | UMP         | 37,80       |
| Européennes 2014    | Européennes 2014    |          | FN       | 30,42    |          | UMP        | 20,05    |          | PS        | 13,44    |          | EELV     | 8,02     | Tour unique | Tour unique | Tour unique | Tour unique | Tour unique | Tour unique |
| Présidentielle 2017 | Présidentielle 2017 |          | EM       | 25,42    |          | FN         | 25,37    |          | LR        | 23,31    |          | LFI      | 14,43    |             | EM          | 60,42       |             | FN          | 39,58       |
| Législatives 2017   | 8e                  |          | EM       | 41,98    |          | FN         | 18,91    |          | LR        | 14,86    |          | LFI      | 10,57    |             | EM          | 64,64       |             | FN          | 35,36       |
| Européennes 2019    | Européennes 2019    |          | RN       | 27,68    |          | LREM - MOD | 25,1     |          | EELV      | 13       |          | LR       | 7,37     | Tour unique | Tour unique | Tour unique | Tour unique | Tour unique | Tour unique |
| Régionales 2021     | PACA                |          | RN       | 33,16    |          | LR -LREM   | 31,85    |          | UG        | 20,32    |          | ECO      | 6,67     |             | LR - LREM   | 63,24       |             | RN          | 36,76       |
| Présidentielle 2022 | Présidentielle 2022 |          | LREM     | 31,86    |          | RN         | 26,19    |          | LFI       | 13,73    |          | REC      | 9,24     |             | LREM        | 56,93       |             | RN          | 43,07       |
| Législatives 2022   | 8e                  |          | Ren-Ens  | 37,86    |          | RN         | 22,03    |          | LFI-Nupes | 19,46    |          | LR       | 6,79     |             | Ren         | 61,85       |             | RN          | 38,15       |
| Européennes 2024    | Européennes 2024    |          | RN       | 36,98    |          | Ren-Ens    | 16,78    |          | PS PP     | 13,37    |          | LR       | 6,60     | Tour unique | Tour unique | Tour unique | Tour unique | Tour unique | Tour unique |
| Législatives 2024   | 8e                  |          | RN       | 39,25    |          | Ren-Ens    | 34,20    |          | LFI-NFP   | 18,16    |          | LR       | 4,33     |             | Ren         | 56,09       |             | RN          | 43,91       |

### Jumelages

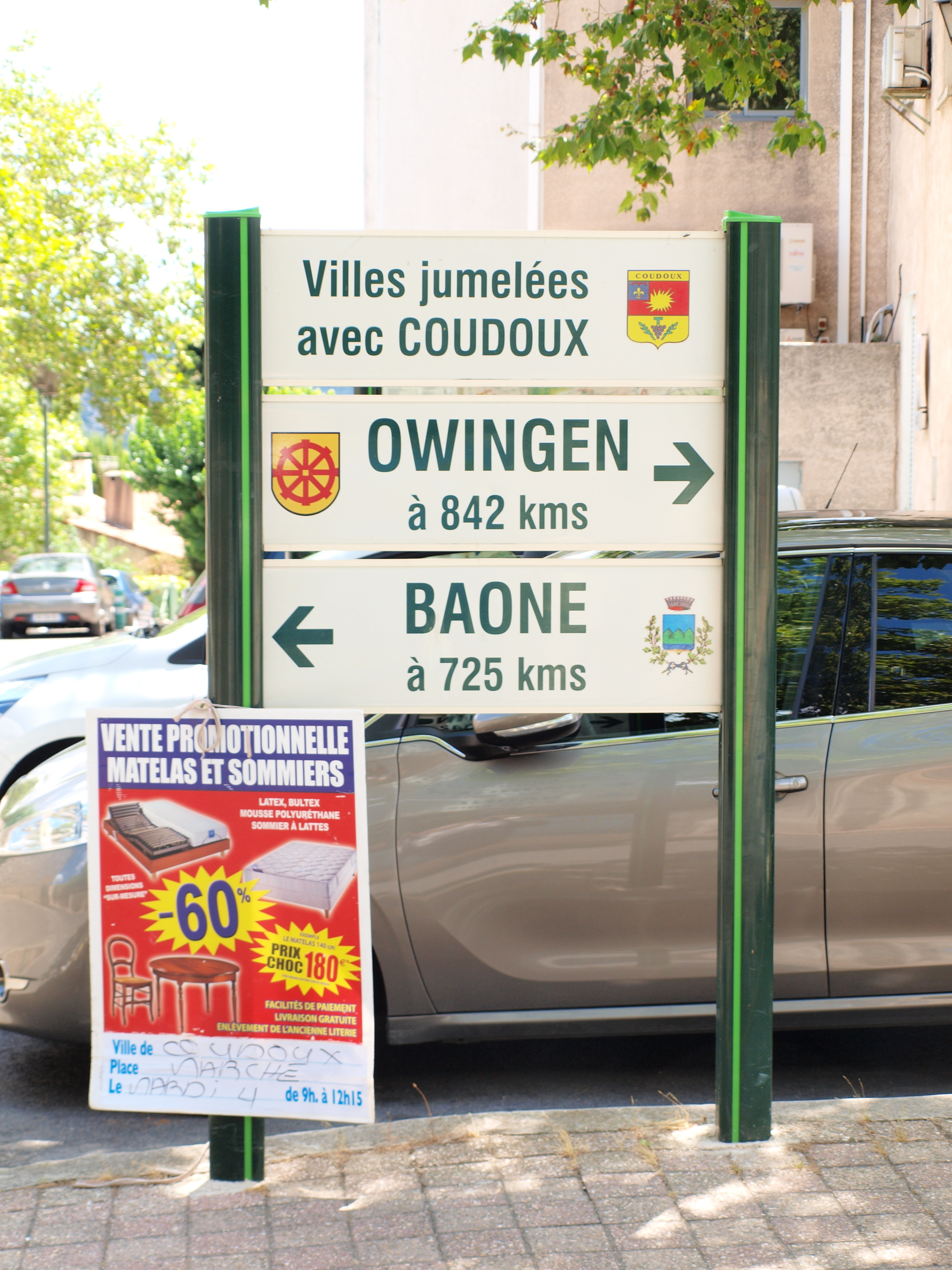
Panneaux de jumelages.

- Owingen (Allemagne) depuis 1991 (juin).
- Baone (Italie) depuis 2004 (19 septembre).
- Site du comité de jumelage Partage Franco-Italien.

## Population et société

### Démographie
L'évolution du nombre d'habitants est connue à travers les recensements de la population effectués dans la commune depuis 1954. Pour les communes de moins de 10 000 habitants, une enquête de recensement portant sur toute la population est réalisée tous les cinq ans, les populations de référence des années intermédiaires étant quant à elles estimées par interpolation ou extrapolation. Pour la commune, le premier recensement exhaustif entrant dans le cadre du nouveau dispositif a été réalisé en 2007.

En 2022, la commune comptait 3 775 habitants, en évolution de +2,08 % par rapport à 2016 (Bouches-du-Rhône : +2,48 %, France hors Mayotte : +2,11 %).
| 1954 | 1962 | 1968 | 1975  | 1982  | 1990  | 1999  | 2006  | 2007  |
| ---- | ---- | ---- | ----- | ----- | ----- | ----- | ----- | ----- |
| 457  | 579  | 880  | 1 042 | 2 228 | 2 360 | 2 868 | 3 292 | 3 352 |

| 2012  | 2017  | 2022  | - | - | - | - | - | - |
| ----- | ----- | ----- | - | - | - | - | - | - |
| 3 470 | 3 765 | 3 775 | - | - | - | - | - | - |

### Manifestations culturelles et festivités
- Carnaval avec défilé sur l'avenue de la République et l'avenue Frédéric-Mistral au mois de mars.
- Fête de la musique le 21 juin.
- Les Estivales, festival de musiques ouvertes sur le monde le 1er week-end de juillet.
- Forum des associations début septembre
- Fête des commerçants le 20 décembre
- le Coudoucenne, randonnée VTT en février
- Course pédestre "Les collines du berger"  début février (12,3 km)
- Fête patronale de la Saint-Michel le 3e week-end de septembre.
- Marché tous les mardis.
- Marché de Noël à la mi-novembre.

### Personnalités liées à la commune
- Julien Ventre, berger-écrivain.
- Tom Benoit, essayiste et éditorialiste.
- Sophie Rigal-Goulard, enseignante à Coudoux et autrice jeunesse.
- Nabilla Benattia, mannequin et influenceuse[41],[42].

### Enseignement/Petite-enfance
- École élémentaire Danielle-Germond ;
- École maternelle Henri-Bosco ;
- Crèche Les Olivettes ;
- Crèche Les Lapinous ;
- MAM Les Fripouilles ;
- Espace Cotella ;
- M.E.C.S de L'eau vive.

## Infrastructures

### Sport
- Stade Jean Lacreusette ;
- Terrains multisports (écoles & spot) ;
- Clubs de tennis :
  - TCMC (4 terrains et 1 mur) ;
  - Delta Club (12 terrains et 1 terrain de compétition), plus en activité à ce jour ;
- Terrain de BMX ;
- Parcours de santé ;
- Piste cyclable.

### Parcs et espaces extérieurs
- Parc de jeu Maubequi ;
- Parc de jeu rue Vauvenargues ;
- Parc de jeu rue St Michel et boulodrome;
- Parc de jeu de la colline (aux Collets Nord) ;
- Boulodrome rue des métiers ;
- Boulodrome St Michel (chemin du pouchon) ;
- Aire de jeu provençal : nombreux boulodromes abrités de platanes et bâtiment du club de pétanque (accessible par la piste cyclable) ;
- Jardin partagés.

### Jeunesse
- Espace Cotella ;
- Espace Jeune "Le Spot".

### Salles communales et gymnases
- Club des seniors ;
- Maison des associations ;
- Maison de la Jeunesse et de la Culture, MJC LOU REGAIN ;
- Salle des fêtes ;
- Salle Jean Mermoz ;
- Salle Jean Ventre ;
- Gymnase Patrice Centaro.

## Culture et patrimoine

### Lieux et monuments
- L'église Saint-Michel de Coudoux est un bâtiment du XVIIIe siècle. Un cadran solaire se trouve en façade et son porche est paré d'ornements.
- Bastides du XVIIIe siècle.
- Moulin à huile. Une curiosité, ce moulin perpétue la fabrication à l'ancienne sur des presses datant de 1902, avec broyage à la pierre (granit) et pressage au scourtin[N 1]. Ce procédé donne une huile AOP "Olive Maturée", au goût de sous-bois et d'olive noire confite. Un moment à ne pas manquer : la visite du moulin, toute l'année, avec le temps fort du pressage en novembre et décembre.

- Oratoires et croix :
  - L’oratoire Saint-Antoine, datant du XVIIe siècle, marquant l’entrée du vieux village et rénové à deux reprises
  - Le "Souvenir du jubilé", datant de 1851, situé sur le fronton de l'église.
  - Le Calvaire du chemin de la Croix, daté de 1777.
  - La croix à l’entrée de l’avenue Alphonse Daudet, érigée en 1872.
  - Le christ doré, à l’entrée Est du village, fut inauguré lors de la mission de 1911.
  - L’oratoire du Jarry, sûrement très ancien, situé dans le quartier du même nom.
  - L’oratoire du Malvallat, construit par François Bosio à l’issue de la Seconde Guerre mondiale, car revenu vivant de déportation.
- Le monument aux Morts, place de l’église
- Le château de Garidel, dont on peut apercevoir la tour de ses environs mais aussi de la colline, est une propriété privée encore aujourd’hui. C’est un très beau bâtiment, pourvu d’un parc, que l’on peut admirer lors des estivales qui y prennent place.
- Le domaine de la Vautubière :
  - La maison romaine de la Vautubière.
  - La bâtisse de la Vautubière, très ancienne et imposant.
  - Et la tour de la Vautubière
- Le pigeonnier dit "Pelico", datant du XVIIIe siècle et rénové récemment, qui se trouve sur la place de l’église.
- Les fontaines:
  - La fontaine de la place de l’église, aujourd’hui plus en fonctionnement.
  - La fontaine de la mairie.
  - La fontaine “tête de lion” sur la place de Baone, à l’entrée du Petit Coudoux, datée de 1999.
  - La fontaine de la campagne Cezanne, datée de 1999.
  - De nombreux puits, sûrement très anciens pour certains (puits du 14 juillet, puits du pigeonnier, puits de la Bastide Neuve, puits des Clastriers, puits du Petit Coudoux, puits du Pouchon, etc.).
- Autres bâtiments remarquables :
  - La bastide d’Astres dans les hauteurs du village ;
  - L’ancien relais de Poste ;
  - Ancienne bastide du Moulin du pont, aujourd’hui “l’eau vive” ;
  - Ancienne cave viticole ;
  - Nouveau château du domaine Saint-Hilaire.

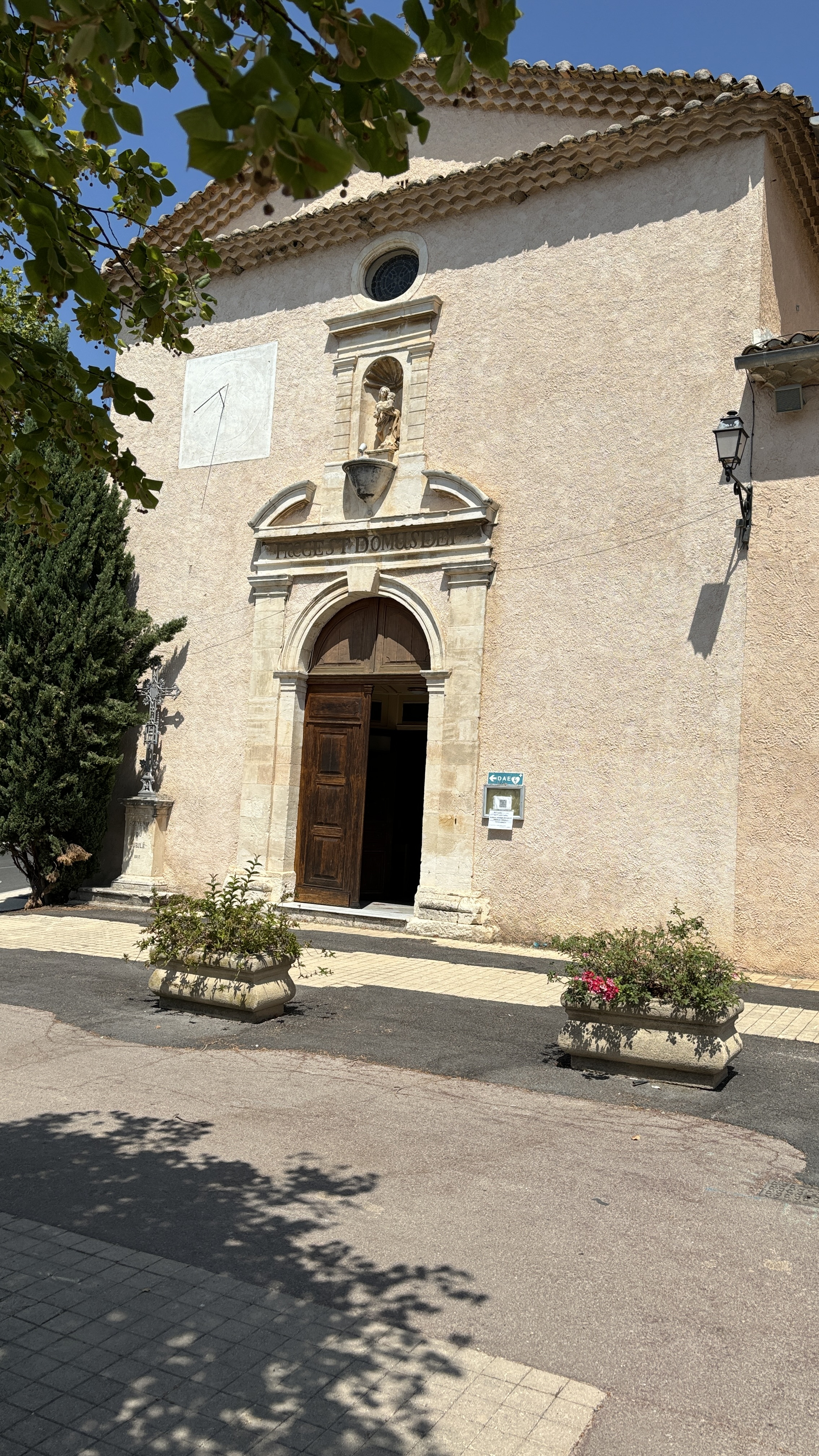
Église Saint-Michel.
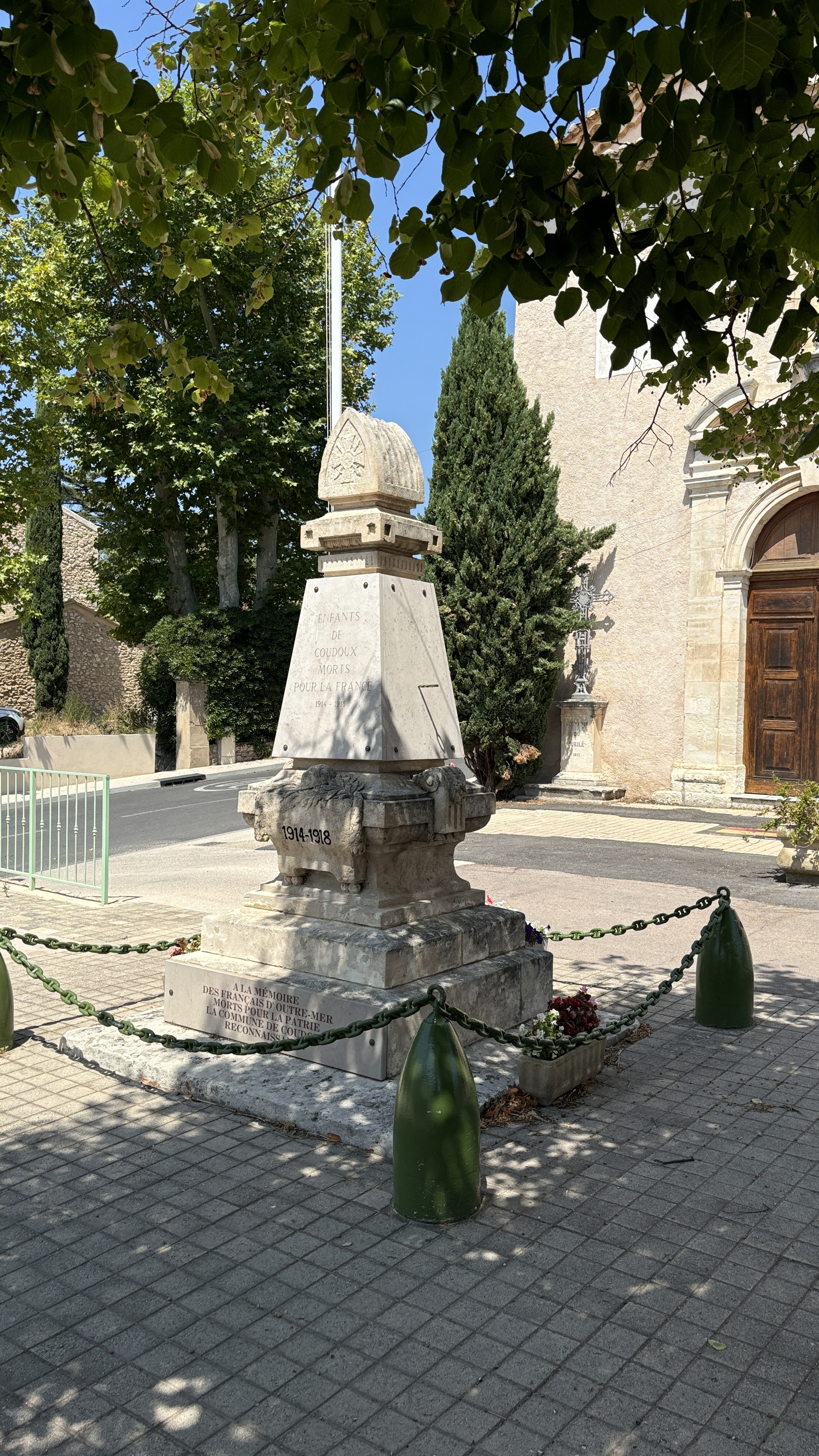
Monument aux morts.
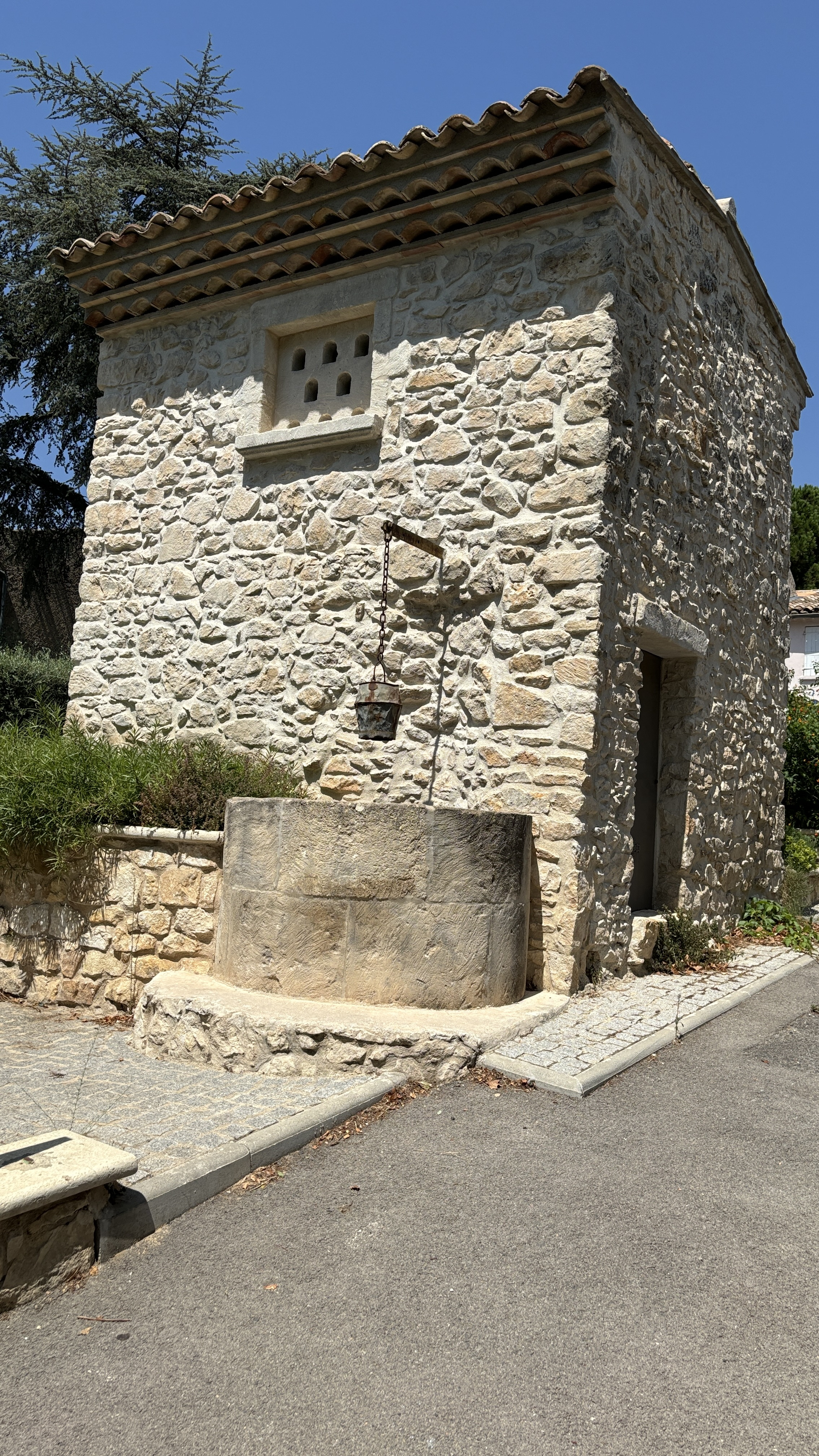
Pigeonnier.
Château de Garidel.
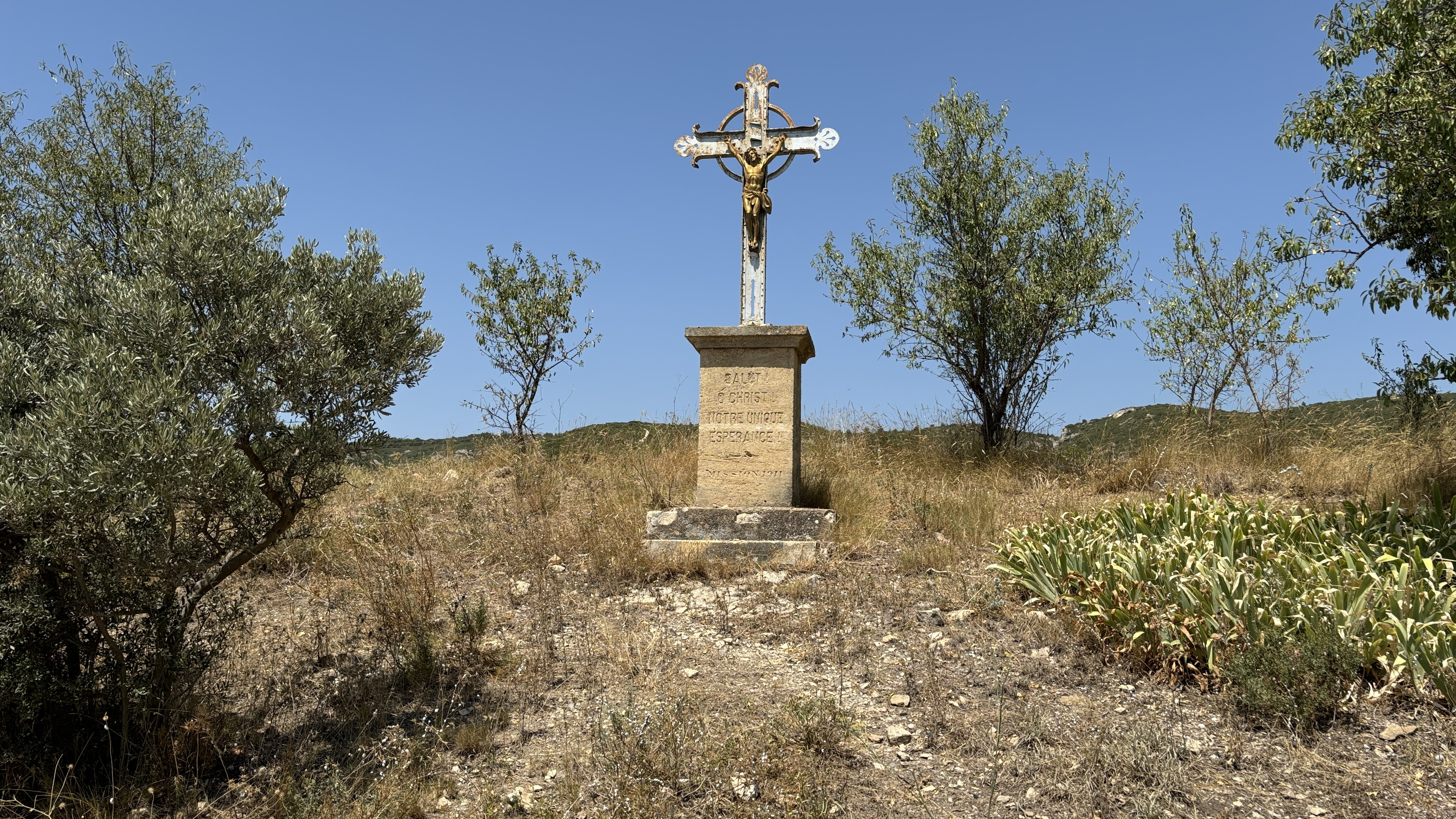
Christ doré.

### Cinéma
En 1957, Jean Boyer tourna devant l'église une scène du film Le Chômeur de Clochemerle, avec Fernandel.